# Wybory parlamentarne w Estonii w 2019 roku
Wybory parlamentarne w Estonii w 2019 roku zostały przeprowadzone 3 marca 2019. Estończycy wybrali 101 posłów do Zgromadzenia Państwowego (Riigikogu XIV kadencji).
W wyborach zwyciężyła opozycyjna Estońska Partia Reform kierowana przez Kaję Kallas, zdobywając 28,9% głosów i 34 mandaty. Do parlamentu weszły trzy ugrupowania współtworzące rząd Jüriego Ratasa (Estońska Partia Centrum, Partia Socjaldemokratyczna, Isamaa), a także również posiadająca parlamentarną reprezentację Estońska Konserwatywna Partia Ludowa.  Z ugrupowań posiadających reprezentację w parlamencie mandatów nie zdobyła Estońska Partia Wolności.
Frekwencja wyborcza wyniosła 63,7%.

## Wyniki wyborów
| Lista wyborcza                       | Głosy   | %    | Mandaty | Zmiana |
| ------------------------------------ | ------- | ---- | ------- | ------ |
| Estońska Partia Reform               | 162 363 | 28,9 | 34      | +4     |
| Estońska Partia Centrum              | 129 618 | 23,1 | 26      | –1     |
| Estońska Konserwatywna Partia Ludowa | 99 671  | 18,8 | 19      | +12    |
| Isamaa                               | 64 219  | 11,4 | 12      | –2     |
| Partia Socjaldemokratyczna           | 55 175  | 9,8  | 10      | –5     |
| Eesti 200                            | 24 448  | 4,4  | 0       | –      |
| Estońska Partia Zielonych            | 10 227  | 1,8  | 0       | –      |
| Elurikkuse Erakond                   | 6858    | 1,2  | 0       | –      |
| Estońska Partia Wolności             | 6461    | 1,2  | 0       | –8     |
| Estońska Zjednoczona Partia Lewicy   | 511     | 0,1  | 0       | –      |
| Kandydaci niezależni                 | 1590    | 0,3  | 0       | –      |
| Razem                                | 561 141 | 100  | 101     | –      |